# Bystrom (Kalifornija)
Bystrom je naseljeno područje za statističke svrhe u američkoj saveznoj državi Kalifornija. Prema popisu stanovništva iz 2010. u njemu je živjelo 4,008 stanovnika.